# 체코어
체코어(체코어: čeština)는 체코 공화국에서 사용되는 공식 언어이다. 서슬라브어군에 속하며, 특히 슬로바키아어와 매우 가까운 관계를 가진다. 체코어를 사용하는 사람들은 약 1,000만 명 정도로 추산된다.
체코어는 로마 문자를 사용하며, 특유의 문자와 발음 규칙을 가지고 있다. č, ř, š, ž와 같은 문자들은 체코어에서 중요한 역할을 한다. 특히 ř는 다른 언어에서는 거의 찾아볼 수 없는 독특한 발음으로 알려져 있다.
문법적으로 체코어는 굴절어이며, 명사와 형용사는 격 변화가 있다. 체코어에는 7개의 격이 있으며, 문장에서 명사의 역할에 따라 형태가 달라진다. 동사 또한 시제, 상, 인칭 등에 따라 변화한다.
체코어는 문학과 문화적으로도 중요한 역할을 한다. 카렐 차페크, 프란츠 카프카 등의 유명한 작가들이 체코어 또는 체코 지역에서 활동했다. 오늘날에도 체코어는 다양한 매체를 통해 활발히 사용되고 있다.

## 발음

### 자음
체코어의 자음을 국제 음성 기호의 기본적인 자음 표에 나타내면 다음과 같다.
|        |        | 양순 | 양순 | 순치 | 순치 | 치음 | 치음 | 치조 | 치조 | 후치경 | 후치경 | 권설 | 권설 | 경구개 | 경구개 | 연구개 | 연구개 | 구개수 | 구개수 | 인두 | 인두 | 성문 | 성문 |
| ------ | ------ | ---- | ---- | ---- | ---- | ---- | ---- | ---- | ---- | ------ | ------ | ---- | ---- | ------ | ------ | ------ | ------ | ------ | ------ | ---- | ---- | ---- | ---- |
| 파열음 | 파열음 | p    | b    |      |      |      |      | t    | d    |        |        |      |      | c      | ɟ      | k      | ɡ      |        |        |      |      |      |      |
| 비음   | 비음   | m    | m    |      |      |      |      | n    | n    |        |        |      |      | ɲ      | ɲ      |        |        |        |        |      |      |      |      |
| 설전음 | 설전음 |      |      |      |      |      |      | r    | r    |        |        |      |      |        |        |        |        |        |        |      |      |      |      |
| 탄음   |        |      |      |      |      |      |      |      |      |        |        |      |      |        |        |        |        |        |        |      |      |      |      |
| 마찰음 | 중설음 |      |      | f    | v    |      |      | s    | z    | ʃ      | ʒ      |      |      |        |        | x      |        |        |        |      |      |      | ɦ    |
| 마찰음 | 설측음 |      |      |      |      |      |      |      |      |        |        |      |      |        |        |        |        |        |        |      |      |      |      |
| 접근음 | 중설음 |      |      |      |      |      |      |      |      |        |        |      |      | j      | j      |        |        |        |        |      |      |      |      |
| 접근음 | 설측음 |      |      |      |      |      |      | l    | l    |        |        |      |      |        |        |        |        |        |        |      |      |      |      |

- 쌍으로 있는 기호의 경우 왼쪽이 무성음, 오른쪽이 유성음이다.
- 이외에 체코어의 독특한 발음 [ɼ, r̝]와 파찰음으로 [t͡s], [t͡ʃ]가 있다.

### 모음
체코어의 모음의 모음사각도 상에서 위치는 다음과 같다.

## 사용 국가
- 체코 (국가 공용어.)
- 슬로바키아 (일부 사용.)
- 미국 (체코 디아스포라가 일부 사용.)
- 캐나다 (체코 디아스포라가 일부 사용.)
- 프랑스 (체코 디아스포라가 일부 사용.)
- 영국 (체코 디아스포라가 일부 사용.)
- 독일 (일부 지역에서 사용.)
- 폴란드 (일부가 사용.)

## 방언
체코어에는 많은 방언들이 존재하며 대부분은 서로 이해가능하다. 모든 체코인들이 서로 의사소통하는 것이 가능한 이유는 체코 사람이라면 누구나 표준 체코어 (spisovná čeština) 또는 보통 체코어 (obecná čeština)를 알기 때문이다. 경우에 따라 표준 체코어와 보통 체코어를 섞어서 말하기도 하고 또 다른 경우에는 표준 체코어에 방언 또는 속어를 섞어 말하기도 한다.
체코어 방언은 크게 보헤미아 방언, 모라바 방언, 체코령 실레시아 방언으로 나뉜다.
보통 체코어는 보헤미아 지방에서 널리 사용되는 말이다. 표준 체코어와는 발음과 문법에서 차이가 난다. 대표적인 발음의 차이는 환경에 따라 표준어의 /ý/는 /ej/가 되고 /é/는 /ý/가 되고 /o/로 시작하는 단어 앞에 /v/를 넣어 발음하는 것이다. 명사의 곡용에서도 차이가 있다. 대표적으로 도구격(조격)에서 표준어에서는 성에 따라 어미가 달라지지만 보헤미아 방언에서는 무조건 -ama, -ma 어미를 사용한다. 또 다른 발음상의 차이로 특히 프라하 방언은 모라바 방언에 비해 더 열린 모음으로 발음을 하는 경향이 있다.
모라바 지방의 방언은 어휘적인 측면에서 표준 체코어와 완전히 다른 경우가 있다. 그리고 보헤미아의 상황과는 달리 모라바에서는 마을마다 방언 차이가 나는 경향이 있다. 일상적으로 사용되는 말은 여러 방언들이 뒤섞인 형태로 옛 지역 방언, 표준 체코어, 때로는 보통 체코어의 형태까지 발견된다. 일상적인 상황에서 표준 체코어를 사용하는 빈도는 보헤미아에 비해 높으며 모라바 사람들은 보헤미아 사람들보다 더 정확한 표준어를 구사하는 경향이 있다.
체코령 실레시아 지방에서 오스트라바 시를 중심으로 사용되는 방언도 표준 체코어에 가깝다. 그러나, 발화 속도가 빠르고 장모음과 단모음을 구별하지 않는 경향이 있다.
슬로바키아어로도 어느 정도의 의사소통이 가능하다. 체코어와 슬로바키아어 사이의 차이는 어휘 구성에 있어 다른 언어의 두 방언 사이의 차이보다 그다지 크지 않을 수도 있다. 예를 들어, 저지독일어와 고지독일어 사이의 관계가 그러하다.
더 상세하게는 다음과 같이 구분하기도 한다.
- 중앙보헤미아 방언군 (Středočeská nářečí)
- 북동보헤미아 방언군 (Severovýchodočeská nářečí)
- 남서보헤미아 방언군 (Jihozápadočeská nářečí) - (Chodský úsek)
- 남서보헤미아 방언군 (Jihozápadočeská nářečí) - 도우들레비 지구 (Doudlebský úsek)
- 보헤미아-모라바 방언군 (Českomoravská nářečí)
- 중앙모라바 방언군 (Středomoravská nářečí)
- 동모라바 방언군 (Východomoravská nářečí)
- 체코령 실레시아 방언군 (Slezská nářečí)

## 슬로바키아어와의 공통점
대화도 거의 통한다. 체코어도 슬로바키아어와 마찬가지로 슬로바키아의 극동부방언, 체코어의 모라비아 방언을 제외하면 어느 정도 통한다.
체코슬로바키아가 체코와 슬로바키아로 나뉘기 전까지 대부분의 성인들은 텔레비전과 라디오를 통해 두 언어를 일상적으로 접했기 때문에 의사소통에 큰 어려움이 없었다. 그러나 분리 이후 성장한 세대들은 서로를 이해하는 데 어려움이 있다. 슬로바키아의 경우에는 체코어로 된 방송을 내보내는 경우가 많기 때문에 새로운 세대들도 체코어를 상당 수준 이해하지만 체코의 경우에는 슬로바키아어를 접할 기회가 없기 때문에 1990년 이후에 태어난 세대들은 슬로바키아어가 체코어와 유사해도 쉽게 이해하기 어렵다.

## 같이 보기
- 체코어 정서법